# Мар, Робин
Робин Ли Мар (англ. Robyn Leigh Maher; в девичестве Галл (англ. Gull); родилась 6 октября 1959 года в Балларате, штат Виктория, Австралия) — австралийская профессиональная баскетболистка, выступала в женской национальной баскетбольной лиге (ЖНБЛ). Десятикратная чемпионка женской НБЛ в составе четырёх различных команд (1983, 1984, 1986—1989, 1991—1993, 1997). Играла на позиции атакующего защитника. Член Австралийского баскетбольного зала славы с 2004 и Зала славы ФИБА с 2022 года.
В составе национальной сборной Австралии она выиграла бронзовые медали Олимпийских игр 1996 года в Атланте и чемпионата мира 1998 года в Германии. Кроме того она участвовала в Олимпийских играх 1984 года в Лос-Анджелесе и Олимпийских играх 1988 года в Сеуле, чемпионате мира 1979 года в Южной Корее, мундиале 1983 года в Бразилии, чемпионате мира 1986 года в СССР, мундиале 1990 года в Малайзии и домашнем чемпионате мира 1994 года.

## Ранние годы
Робин Мар родилась 6 октября 1959 года в городе Балларат (штат Виктория).